# Patellifolia patellaris
Espèce
Patellifolia patellaris est une plante dicotylédones de la famille des Amaranthaceae (sous-famille des Betoideae), originaire de Méditerranée occidentale et des îles Canaries.

## Synonymes
- Beta patellaris Moq. (1849)
- Beta diffusa Coss.
- Beta monodiana Maire (1931)
- Beta procumbens C. Sm. (1819)
- Patellaria cordata J.T. Williams, A.J. Scott & Ford-Lloyd (1976)
- Tetragonia pentandra Balf. f.

## Description
Plante herbacée annuelle ou bisannuelle.
- Ses feuilles sont charnues, triangulaires ou ovoïdes
- Les fruits sont rouges sphériques.

## Répartition
Péninsule ibérique, Macaronésie, Afrique du Nord.

## Propriétés
La plante peut se consommer en salade.

## Vues de la plante

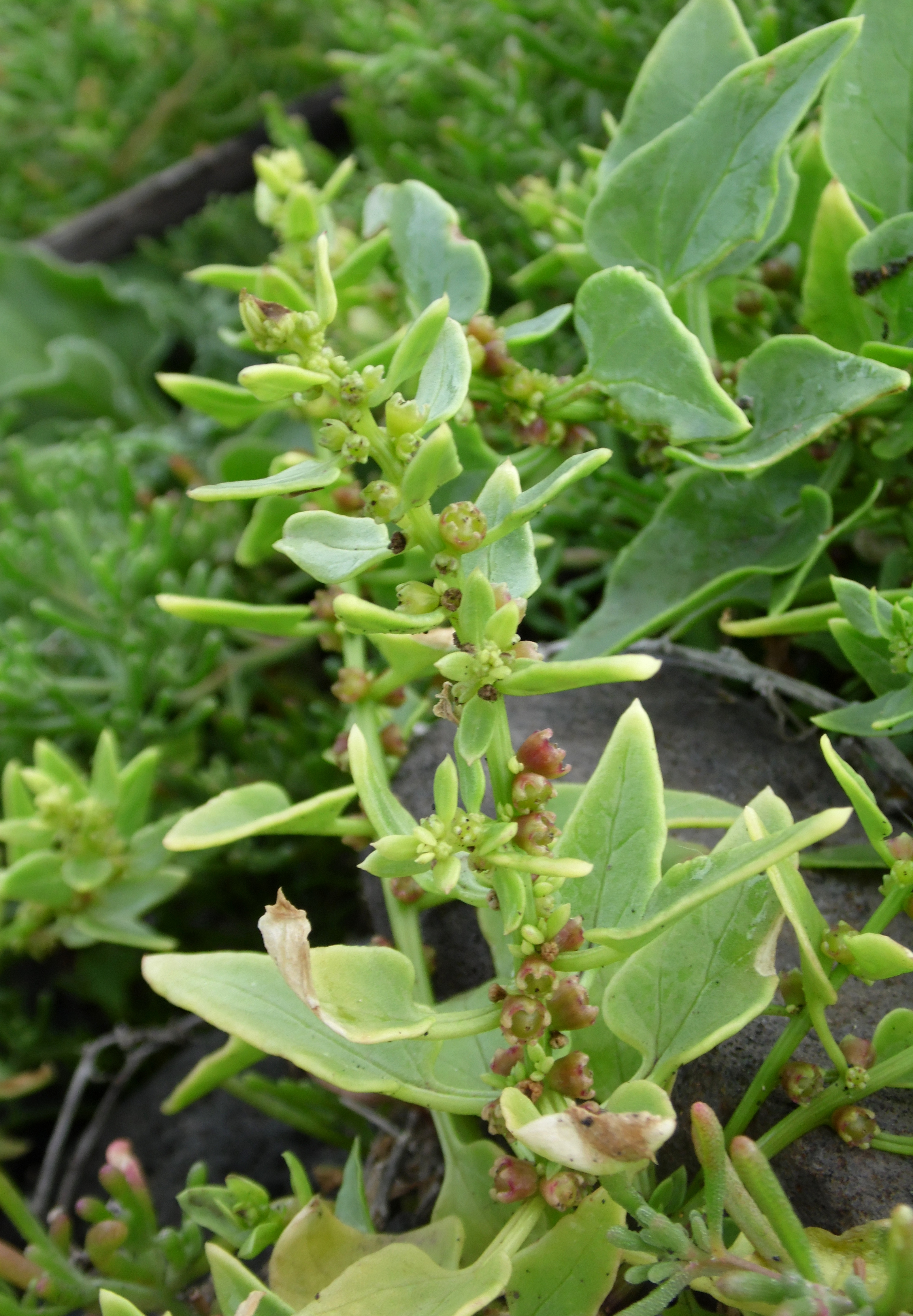
Détail d'une branche en floraison.
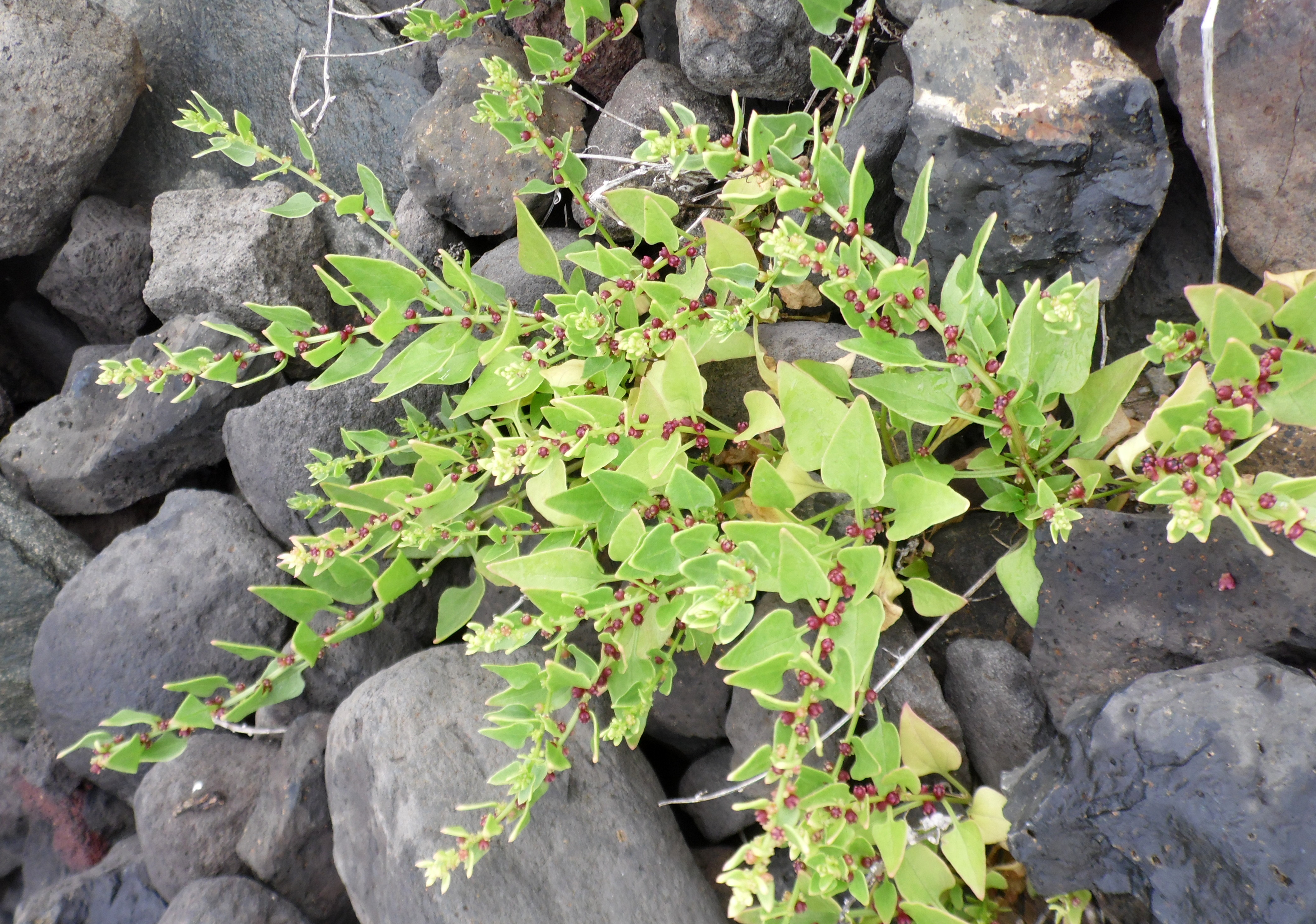
Plante en fructification.
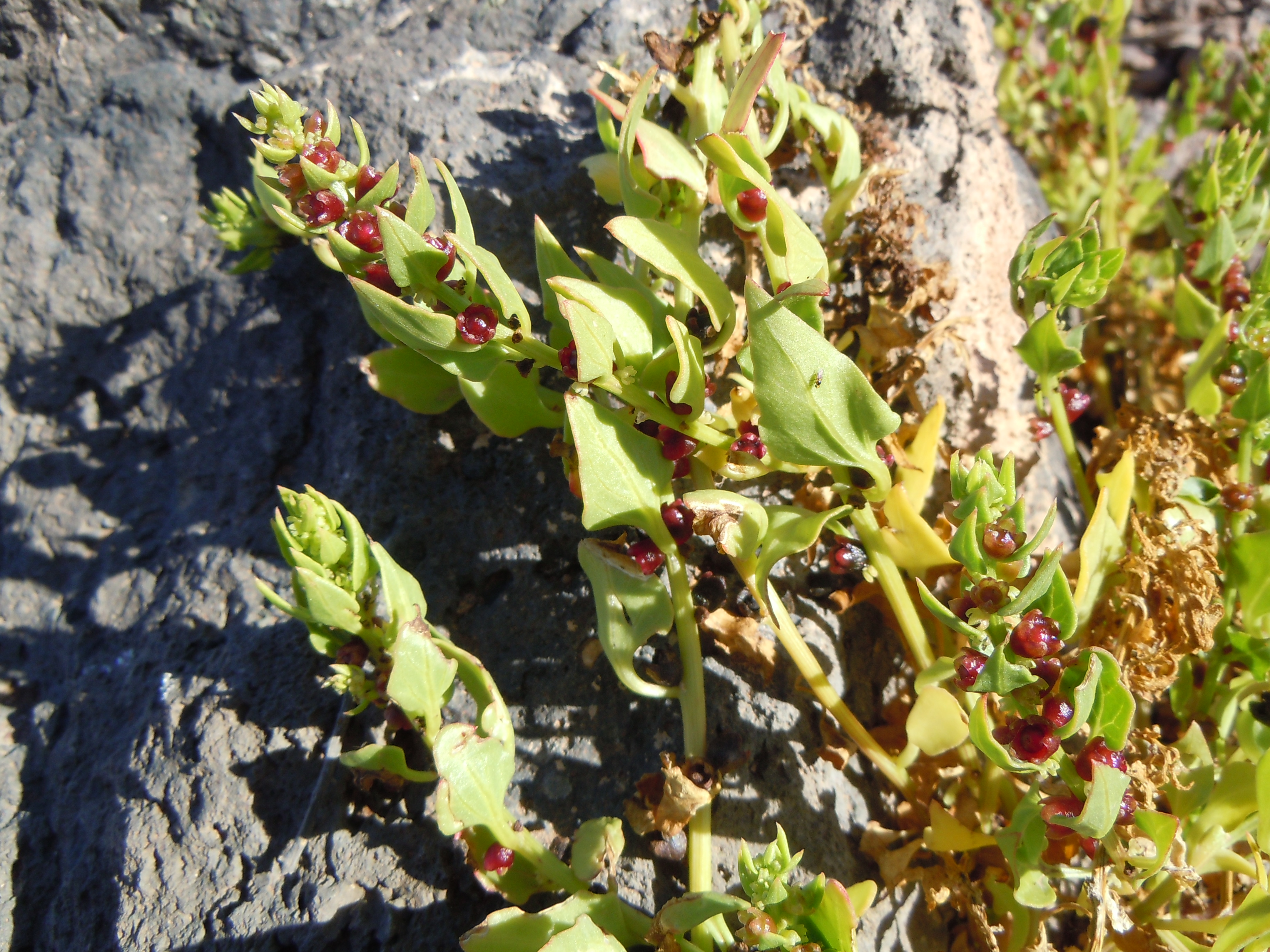
Détail d'une branche en fructification